# Hirnsdorf
Hirnsdorf è una frazione di 677 abitanti del comune austriaco di Feistritztal, nel distretto di Hartberg-Fürstenfeld (Stiria). Già comune autonomo (appartenente al distretto di Weiz), il 1º gennaio 2015 è stato fuso con gli altri ex comuni di Blaindorf, Kaibing, Sankt Johann bei Herberstein e Siegersdorf bei Herberstein per costituire il nuovo comune, nel quale Hirnsdorf è capoluogo.